# Okrajno sodišče v Celju
Okrajno sodišče v Celju je okrajno sodišče Republike Slovenije s sedežem v Celju, ki spada pod Okrožno sodišče v Celju Višjega sodišča v Celju. Trenutna predsednica (2020) je Polona Kidrič.